# Cantón el Tarral
Cantón el Tarral är en ort i Mexiko.   Den ligger i kommunen Huixtla och delstaten Chiapas, i den sydöstra delen av landet, 900 km sydost om huvudstaden Mexico City. Cantón el Tarral ligger 488 meter över havet och antalet invånare är 151.
Terrängen runt Cantón el Tarral är varierad. Runt Cantón el Tarral är det ganska tätbefolkat, med 104 invånare per kvadratkilometer. Närmaste större samhälle är Huixtla, 6,3 km sydost om Cantón el Tarral. I omgivningarna runt Cantón el Tarral växer i huvudsak städsegrön lövskog.